# 李榮鴻
李榮鴻（1949年6月23日—），中華民國政治人物，中國國民黨籍，曾任兩屆臺中縣議會議員，為大甲日南國際獅子會1998~97年度會長、國立大甲高工文教基金會董事、大甲體育會理事長、鐵鉆山早覺會理事長。隨著臺中縣市合併改制直轄市，李榮鴻在2010年11月27日於臺中市市議員選舉當選市議員。2022年宣佈不再連任，交棒其子李文傑。

## 經歷
- 台中縣議會十五、十六屆議員
- 第一屆臺中市議會(直轄市)議員
- 大甲日南國際獅子會1998~97年度會長
- 台中縣汽車貨櫃貨運公會第四、五屆理事長
- 台灣省汽車貨櫃貨運公會理事長
- 國立大甲高工文教基金會董事
- 大甲體育會理事長
- 台中縣商業公會顧問團團長
- 台中縣貨運商業同業公會第十九屆理事長
- 大甲鎮民眾服務社理事長
- 鐵鉆山早覺會理事長

## 外部連結
- 臺中市政府 （页面存档备份，存于）
- 臺中市議會 （页面存档备份，存于）